# Valle di Muggio
La Valle di Muggio (Vall da Mücc in dialetto comasco) è situata in Canton Ticino, nella Svizzera italiana, ed è la vallata montana più meridionale dell'intera Confederazione Elvetica. Costituisce il tratto superiore della Val Breggia, la quale prosegue poi in pianura, fino a raggiungere il Lago di Como.
Il suo territorio si estende principalmente nei comuni di Breggia e Castel San Pietro. Dal punto di vista storico, geografico ed idrologico include anche la località italiana di Erbonne, nel comune di Centro Valle Intelvi; questo piccolissimo centro è legato al vicino abitato svizzero di Scudellate, e i suoi abitanti sono quasi tutti di cittadinanza svizzera. Erbonne è oggi collegata col resto della valle da un ponte in legno pedonale e ciclabile, inaugurato il 29 maggio 2005.
La valle deve il suo nome alla località di Muggio, che ne fu il centro storicamente più importante; Roncapiano è invece il villaggio più elevato, dove termina la strada carrozzabile. Nel paese di Cabbio è allestito il Museo etnografico della Valle di Muggio, descrittivo della realtà valligiana.
È percorsa interamente dal fiume Breggia, anche se questo nasce in territorio italiano (presso la citata Erbonne) e vi ritorna, sfociando nel Lago di Como; questo le dà la peculiarità di essere la sola valle montana in Svizzera ad essere compresa nel bacino idrografico del Lario e del fiume Adda.

## Galleria d'immagini

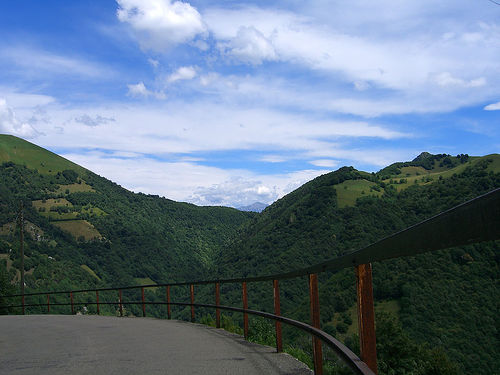
La Valle di Muggio in direzione dell'italiana Val d'Intelvi.
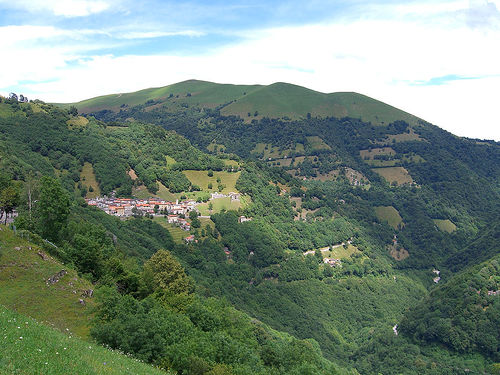
Scudellate ed in fondo il Pizzo della Croce già in territorio italiano.
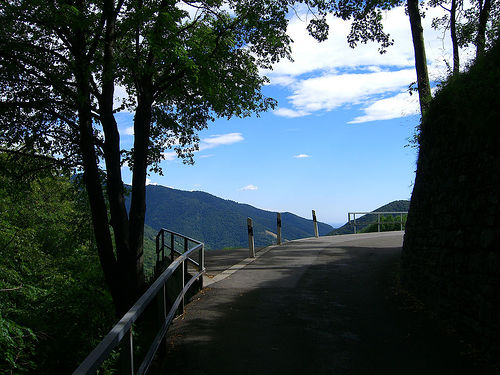
Strada che costeggia il lato destro della valle, in fondo a sinistra si intravede il Monte Bisbino.
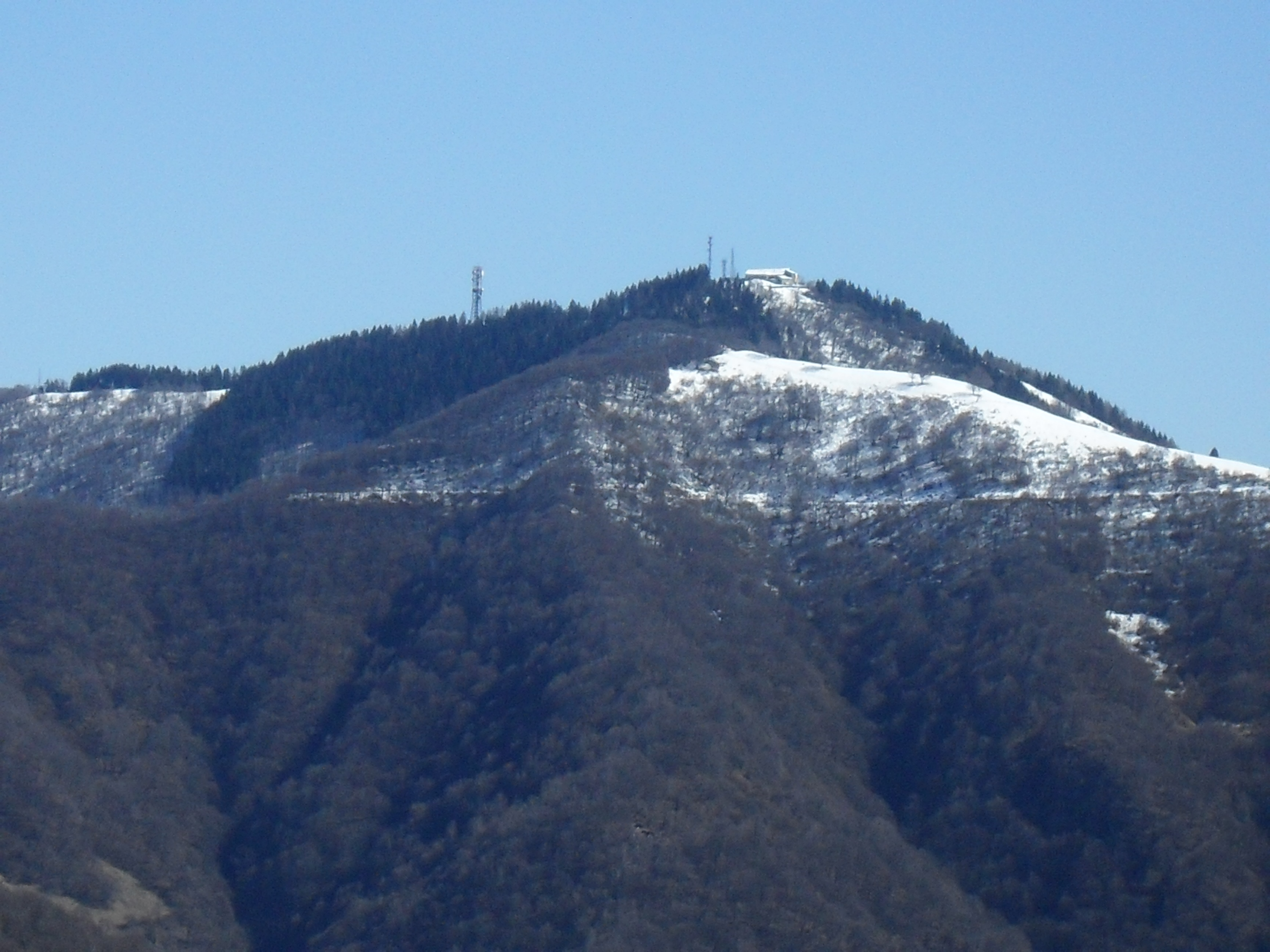
Il Bisbino da Roncapiano
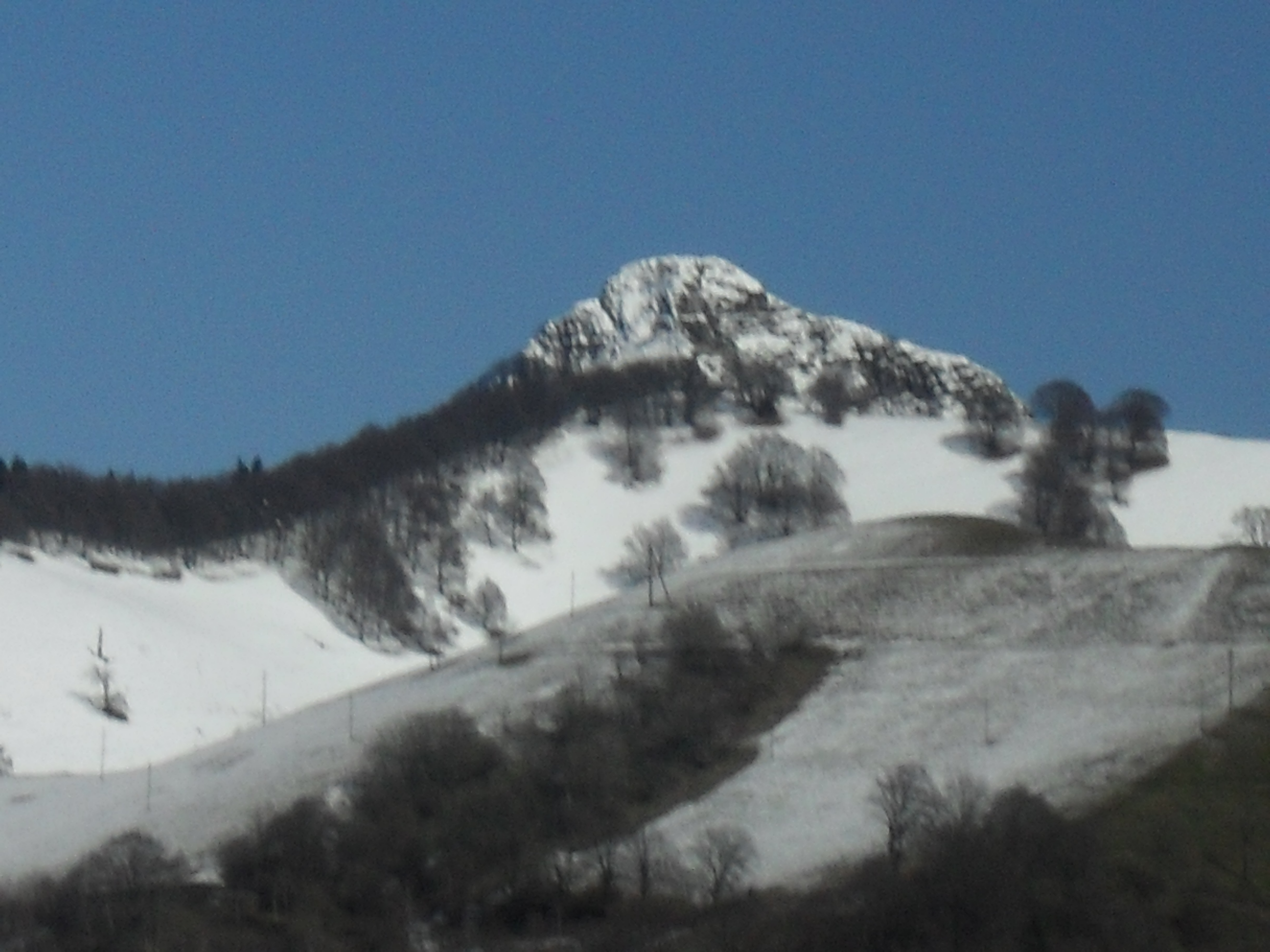
Il Sasso Gordona da Roncapiano.